# Buffonellodes improvisa
Buffonellodes improvisa är en mossdjursart som först beskrevs av Uttley och Bullivant 1972.  Buffonellodes improvisa ingår i släktet Buffonellodes och familjen Buffonellodidae. Inga underarter finns listade i Catalogue of Life.